# 伊勢原警察署
伊勢原警察署（いせはらけいさつしょ）は、神奈川県警察が管轄する警察署の一つである。
相模方面本部隷下、第五方面に属する小規模警察署であり、署長は警視。識別章所属表示はGF。
管轄区域は丹沢山系の豊かな自然が広がる、人口およそ10万人が暮らす伊勢原市全域。毎年山開きに合わせ、山岳救助隊が編成される。
2022年現在、庁舎老朽化・狭隘化のため、建て替え計画が進行中。

## 所在地
- 神奈川県伊勢原市田中819番地

## 管轄区域
- 伊勢原市全域
  - 管轄面積：55.56km2

## 沿革
- 1877年（明治10年）1月 - 小田原警察署伊勢原分署を開設。
- 1887年（明治20年）1月 - 大住郡警察署に昇格。
- 1893年（明治26年）11月 - 大磯警察署伊勢原分署となる。
- 1926年（大正15年）7月 - 伊勢原警察署に昇格。
- 1948年（昭和23年）3月7日 - 警察法の公布に伴い、自治体警察として伊勢原町警察及び伊勢原町警察署が発足。伊勢原警察署を国家地方警察神奈川中東地区警察署に改称。
- 1951年（昭和26年）10月 - 自治体警察廃止に伴い、伊勢原地区警察署に改称。
- 1954年（昭和29年）7月1日 - 警察法の改正に伴い、神奈川県伊勢原警察署となる。
- 1969年（昭和44年）4月 - 現在地に庁舎が落成し移転。

## 組織
- 署長（警視）
- 副署長（警視）
- 警務課 - 警務係、住民相談係、管理係
- 会計課 - 会計係
- 生活安全課 - 防犯少年係、経済保安係
- 地域課（警ら用無線自動車2台、小型警ら車3台） - 地域企画係、地域第一係、地域第二係、地域第三係
- 刑事課 - 強行犯係、盗犯係、鑑識係、知能組織犯罪対策係
- 交通課 - 交通総務係、交通捜査係、交通指導係
- 警備課 - 警備係

（7課体制）
※「神奈川県警察の組織に関する規則（昭和44年3月31日、公安委員会規則第2号）」を参考にした。

## 交番・駐在所
- 伊勢原駅前交番 - 伊勢原市伊勢原1丁目1番2号
- 成瀬交番 - 伊勢原市高森1747番地の2
- 比々多交番 - 伊勢原市神戸596番地の8
- 八幡台交番 - 伊勢原市八幡台1丁目14番地の4
- 高部屋駐在所 - 伊勢原市西富岡1,096番地の1
- 大山駐在所 - 伊勢原市大山411番地の4
- 大田駐在所 - 伊勢原市下谷1,469番地の4

## 自動車ナンバー自動読取装置（Nシステム）
- 伊勢原市田中（国道246号）
- 伊勢原市東成瀬（県道63号）